# Chiesa di San Giovanni (Luneburgo)
La chiesa di Giovanni (in tedesco: Sankt Johanniskirche), è una chiesa protestante della città di Luneburgo, in Germania.
L'edificio, officiato dal culto luterano, è la chiesa più antica di Luneburgo. Sorge sulla piazza Am Sande nel centro della città ed è un importante esempio dell'architettura gotica in laterizi secondo lo stile del baltico.

## Storia

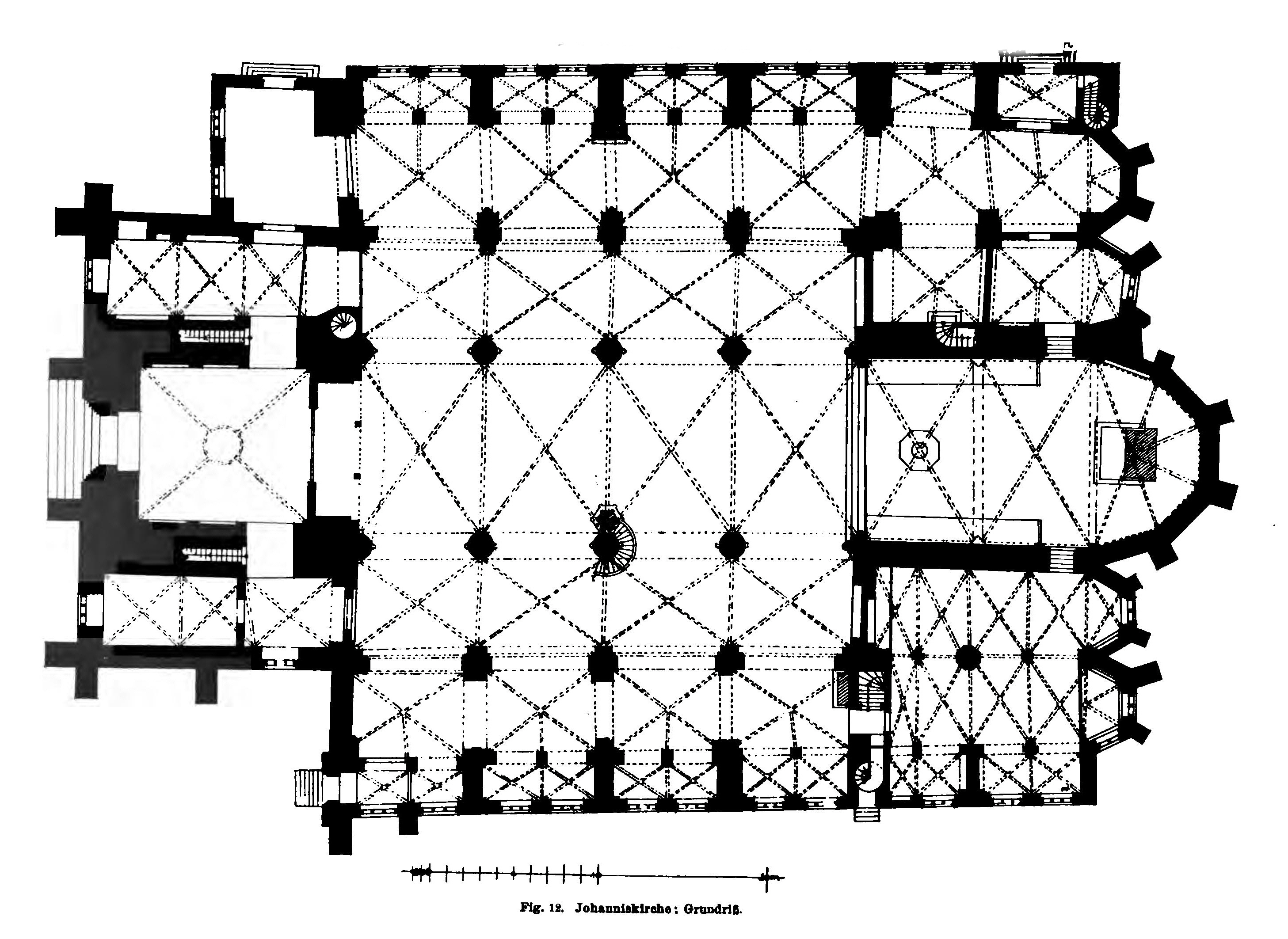
Pianta dell'edificio.

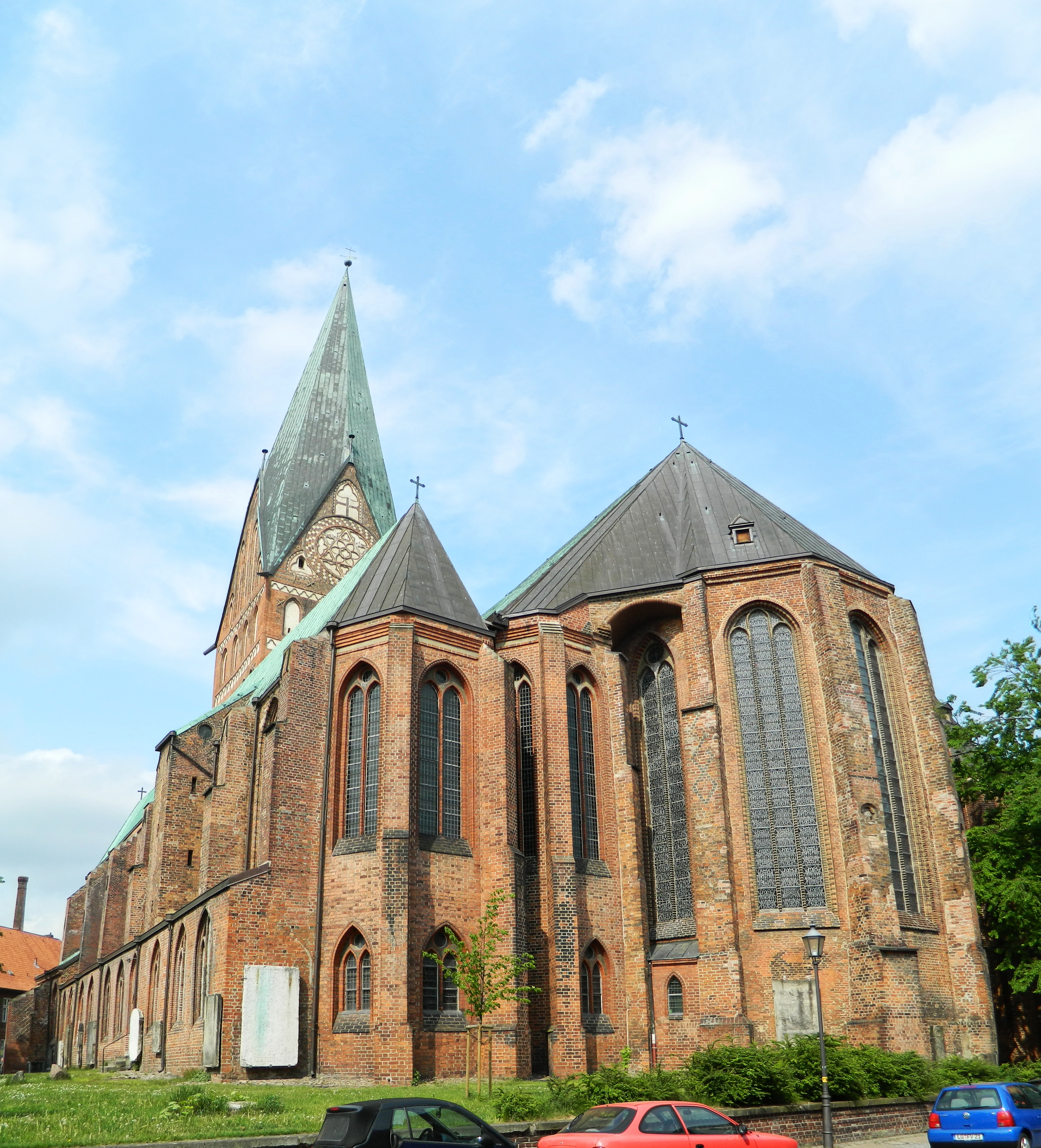
Veduta della parte absidale.

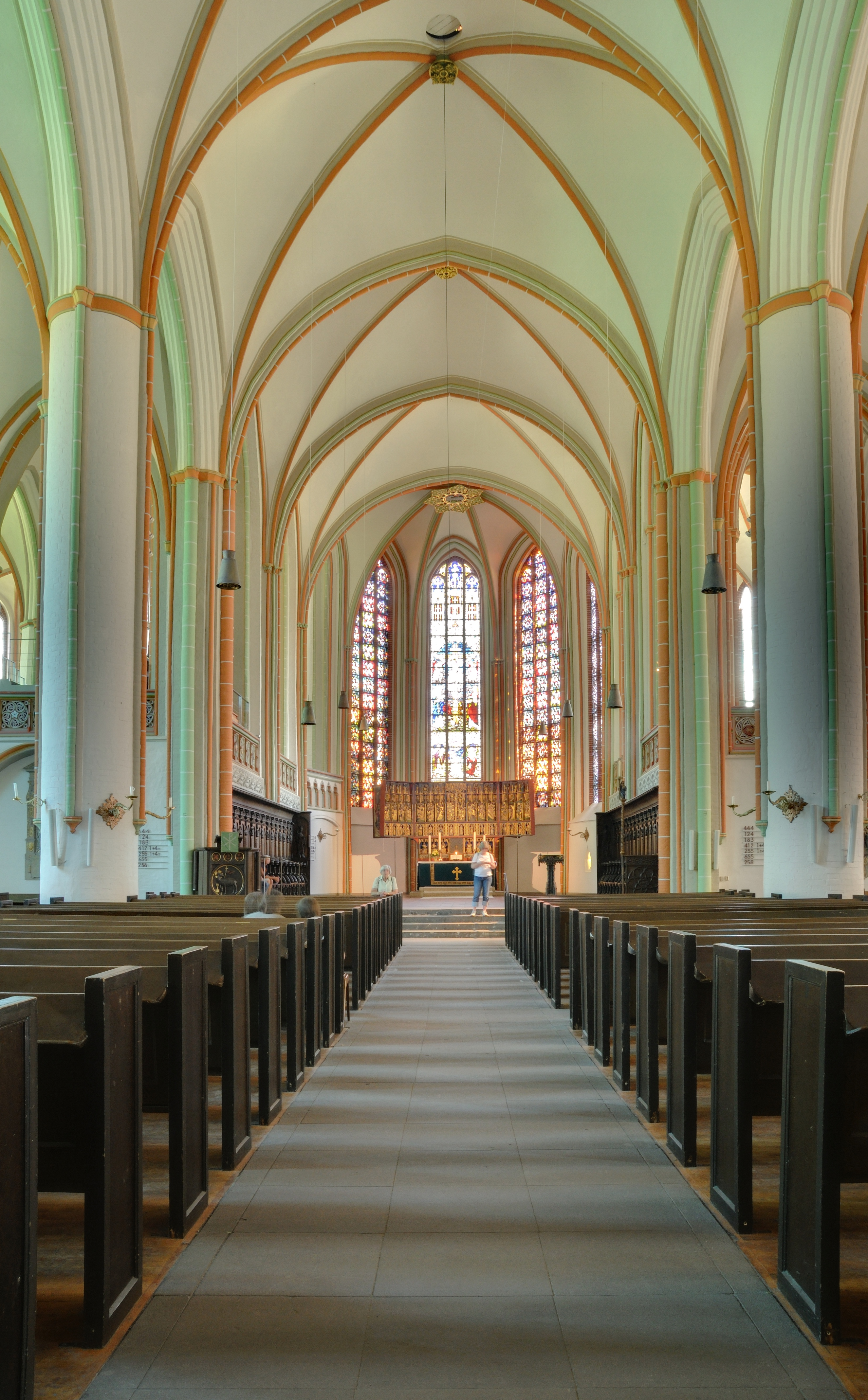
Veduta dell'interno.

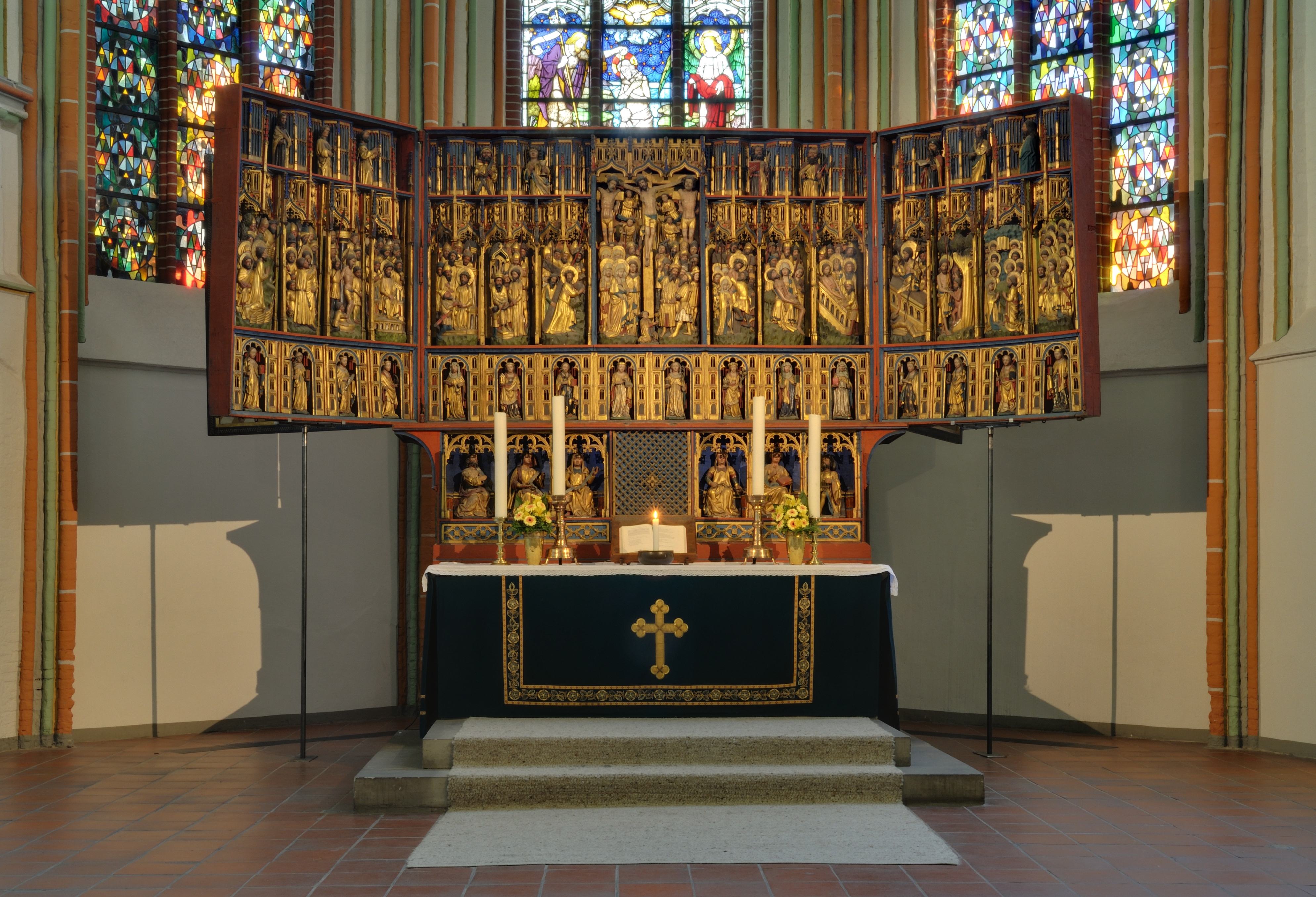
LAltar Maggiore del 1430-85.

La prima menzione documentaria di un edificio che sorgeva in questo luogo, risale al 1174. La chiesa attuale venne iniziata nel 1289 come chiesa a sala, dalla pianta basilicale a tre navate e coro poligonale sporgente. Questa prima fase venne completata nel 1308. Nel 1319 si iniziò la massiccia torre, addossata alla facciata occidentale della chiesa. Nel 1333 venne ampliata la sacrestia, che sorgeva a sud del coro, per trasformarla in una sala capitolare.
Fra il 1365 e il 1372 si compì la seconda fase di costruzione dell'edificio, che vedeva l'aggiunta di una navata a sud, dapprima cappella sestante, e in seguito di quella nord; entrambi con tetti indipendenti.
La torre venne terminata nel 1384 e con l'altezza di 108,70 metri è una delle più alte della Germania. Tuttavia un filmine la colpì nel 1406, e nel 1408 venne ristrutturata assumendo l'aspetto attuale. Appare nettamente pendente, con un'inclinazione alla sommità di 220 cm dalla perpendicolare, così fatta per contrastare i forti venti occidentali.
Fra il 1457 e il 1463 vennero erette le due cappelle assiali alle navate minori; ai lati del coro. Nel lato meridionale si modificò la sala capitolare, divenuta l'odierna Cappella di Sant'Elisabetta; a nord venne costruita la Cappella di Sant'Ursula. Anche le due navate laterali assunsero le forme odierne, che conferirono all'edificio la pianta a cinque navate, e vi vennero aperte le cappelle laterali.
Dopo qualche ulteriore ampliamento, la costruzione della chiesa si può considerare completata nel 1470.

## Descrizione
L'edificio di stile baltico venne eretto lungo l'asse est-ovest. La chiesa, del tipo Hallenkirche, presenta una pianta basilicale divisa in cinque navate da pilastri romboidali che sorreggono volte a crociera. Le navate esterne sono aperte da cappelle laterali. La parte terminale orientale della chiesa è del tipo a coro absidato ad absidi multiple. Le due cappelle ai lati del coro occupano ciascuna due absidi. La Cappella di sant'Elisabetta, a sud, presenta un ciclo di vetrate moderne realizzate nel 1969 dal marsigliese Charles Crode. Memoriale a Heinrich Radbrock († 1536), l'ultimo abate cattolico del monastero cistercense di Scharnebeck e dal 1533 sovrintendente a Luneburgo.
Sulla facciata, nella parte occidentale dell'edificio, si erge la possente torre campanaria, che con i suoi 108,7 metri, è fra torri più alte d'Europa. Presenta una svelta cuspide rivestita in altre di rame e quattro frontoni, uno per ogni lato, tutti ricchi di decorazioni in cotto.

## Opere d'arte
La chiesa custodisce notevoli opere d'arte:
- Hauptaltar. L'Altar maggiore, sito nel coro, è una grande ancona composta da singole parti accorpate realizzate fra il 1430 e il 1485[2][3]. L'opera, composta come un trittico apribile, è un capolavoro della scultura e pittura sassone del XV secolo. Si leggono tre livelli. Quello centrale, il maggiore, riporta al centro Crocifissione, ai lati della quale si dispongono sette Scene della Passione sotto baldacchini finemente compiti e dorati. Questi altorilievi vennero realizzati nel 1430, probabilmente dal maestro locale Claves Klovesten, nel 1430[3]. Al di sotto sono una serie di 16 figure femminili, realizzate nel 1469 dal figlio Volkmar Klovesten. La sequenza superiore dei Dieci apostoli e i Profeti della predella, vennero realizzati nel 1485 da Severin Tile. All'esterno delle ante sono dipinte le Leggende dei Santi Giorgio, Giovanni, Ursula e Cecilia, eseguiti dalla bottega dell'amburghese Hinrik Funhof nel 1482[3].
- Stalli del Coro. Nel presbiterio ci sono stalli lignei di stile gotico e rinascimentale intagliati nei secoli XV e XVI[2].
- Taufaltar. L'Altare del Battista è sito nella cappella di Sant'Ursula, a nord del coro. Altra grande ancona scolpita e dipinta, presenta al centro è la scena della Crocifissione. Venne realizzato nel 1520[2].
- Bronzetaufe. Il fonte battesimale, che ritrova nella navata laterale sinistra, è un'opera bronzea del 1540[2].
- Marienleuchter. Il Lampadario della Madonna è un'opera gotica della Germania settentrionale della fine del XV secolo, che raffigura Maria con il bambino sotto un baldacchino dorato attorniati da angeli.
- Epitaffi. All'interno sono custoditi diversi epitaffi rinascimentali del XVI secolo. Fra loro spicca quello del Governatore della città Fabian Ludich, opera del 1571 di Albert von Soest[2].

### Grand'Organo
L'organo storico fu completato da Hendrik Niehoff e Jasper Johansen nel 1553 e ampliato nel 1652 e 1715. Georg Böhm, organista dal 1698 al 1733, sembra che desse al giovane Johann Sebastian Bach alcune lezioni su questo strumento durante la permanenza dello stesso Bach a Luneburgo (1700-1703).

## Galleria d'immagini

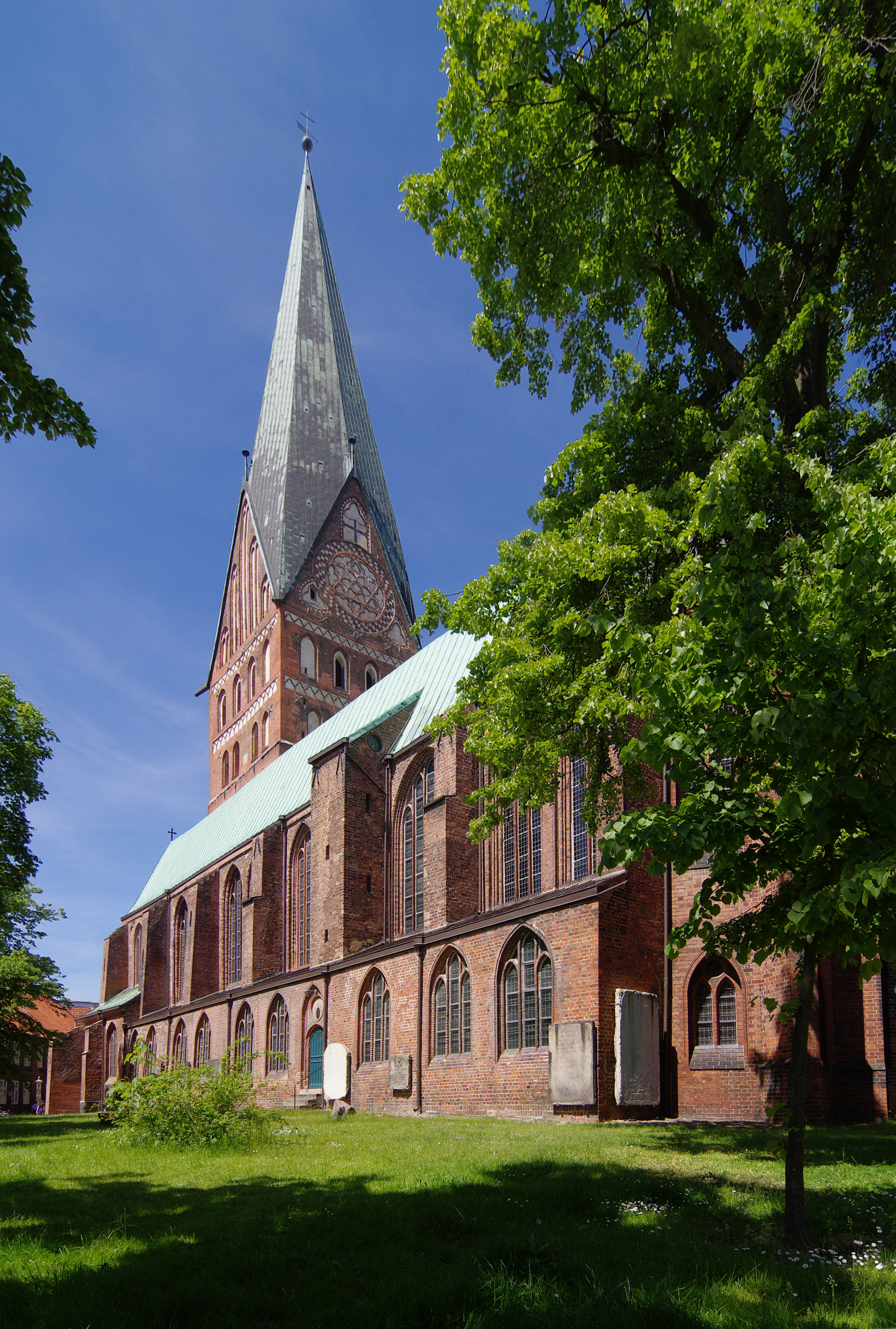
Veduta dell'esterno
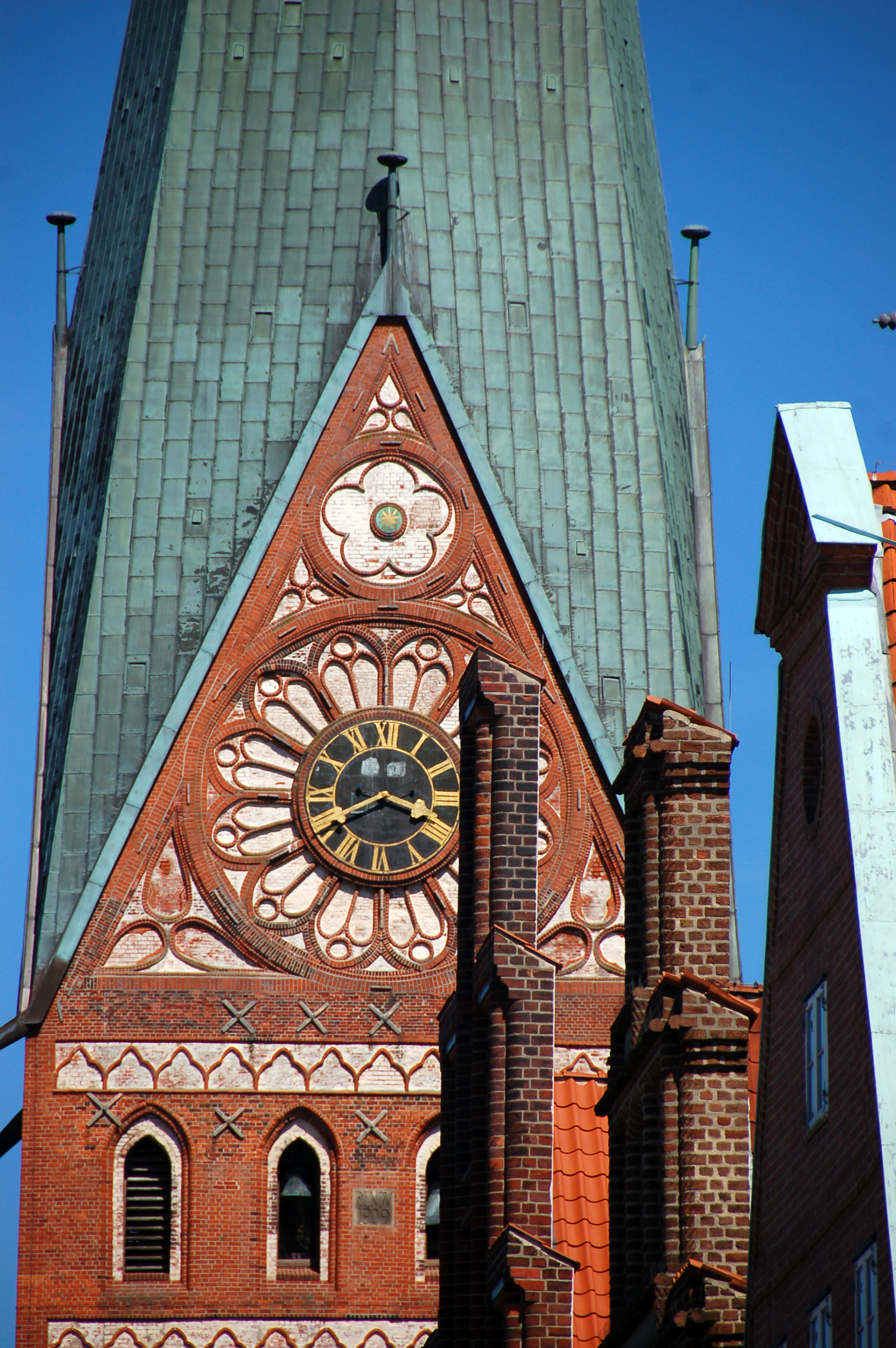
Particolare della torre
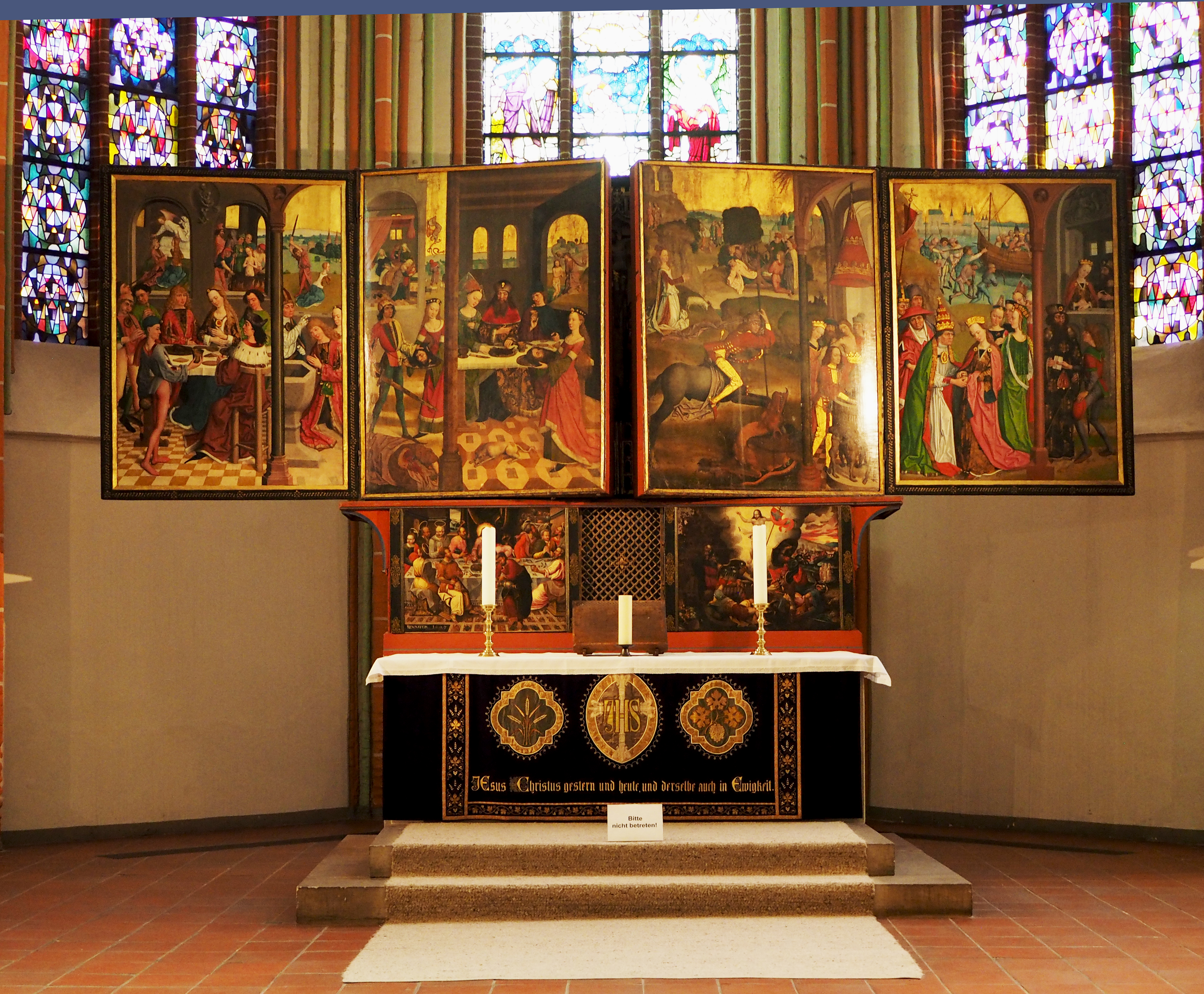
I pannelli dipinti esterni dell'Altar maggiore
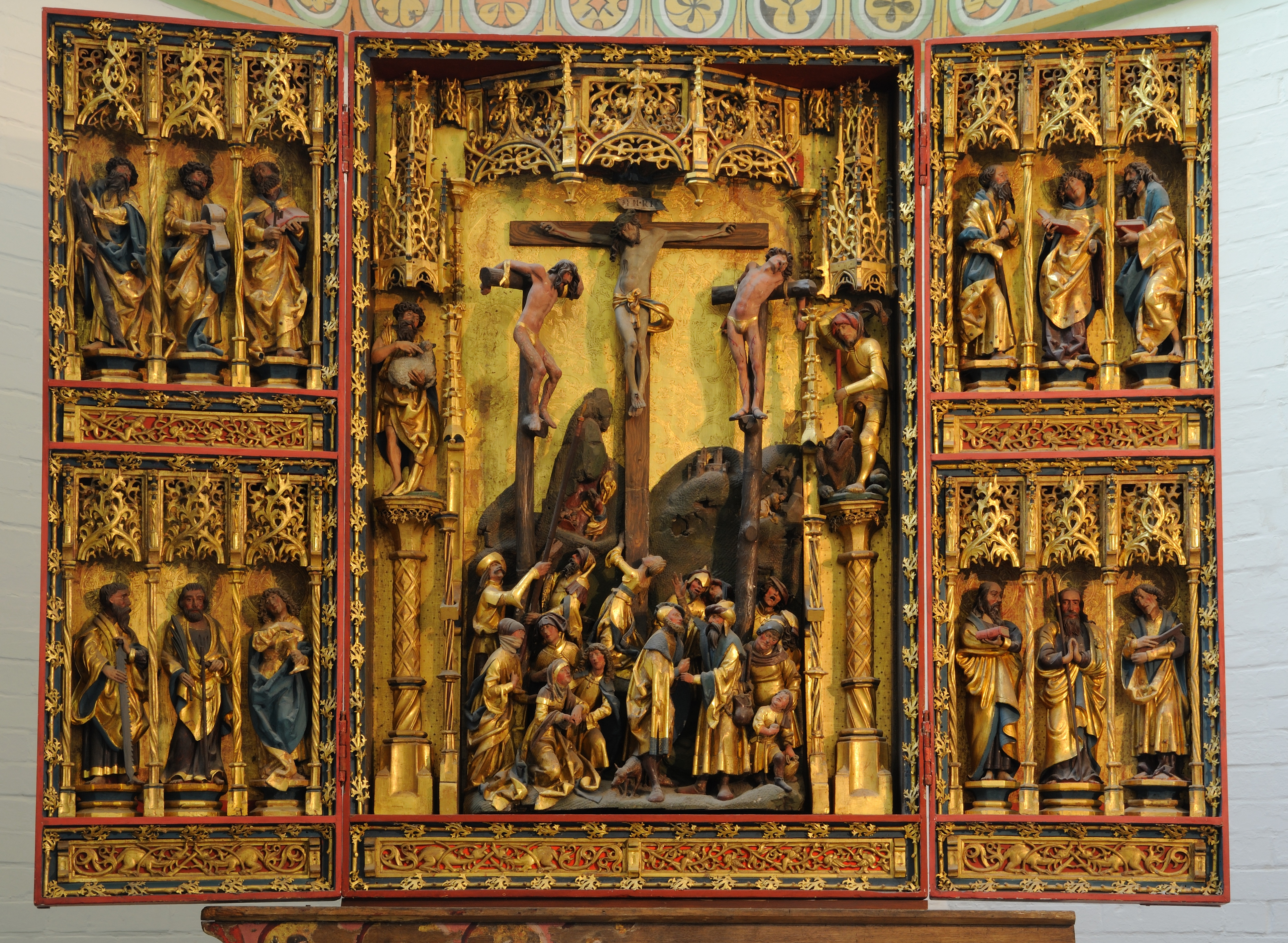
L'Altare del Battista, 1520
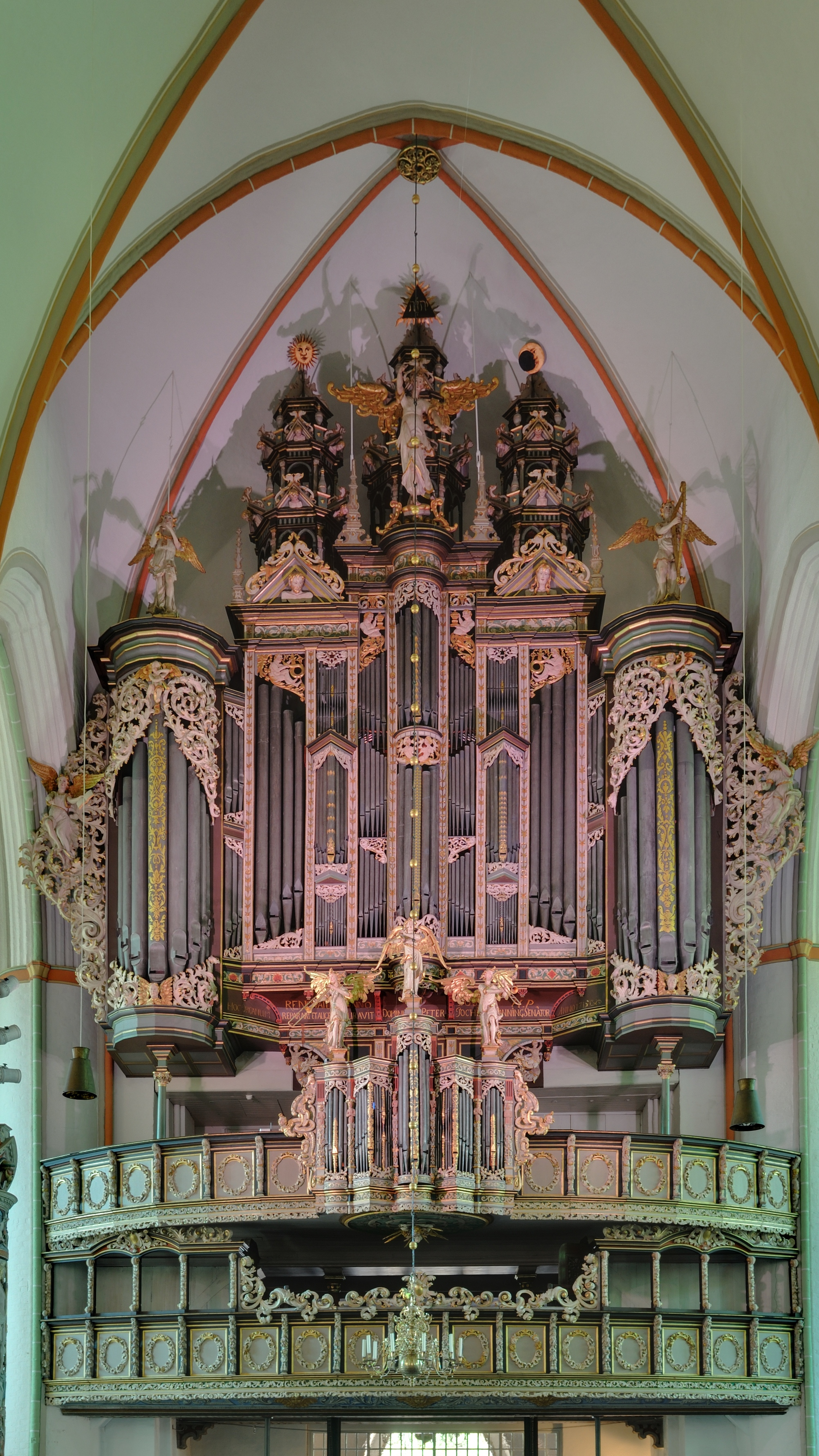
Il Grand'Organo
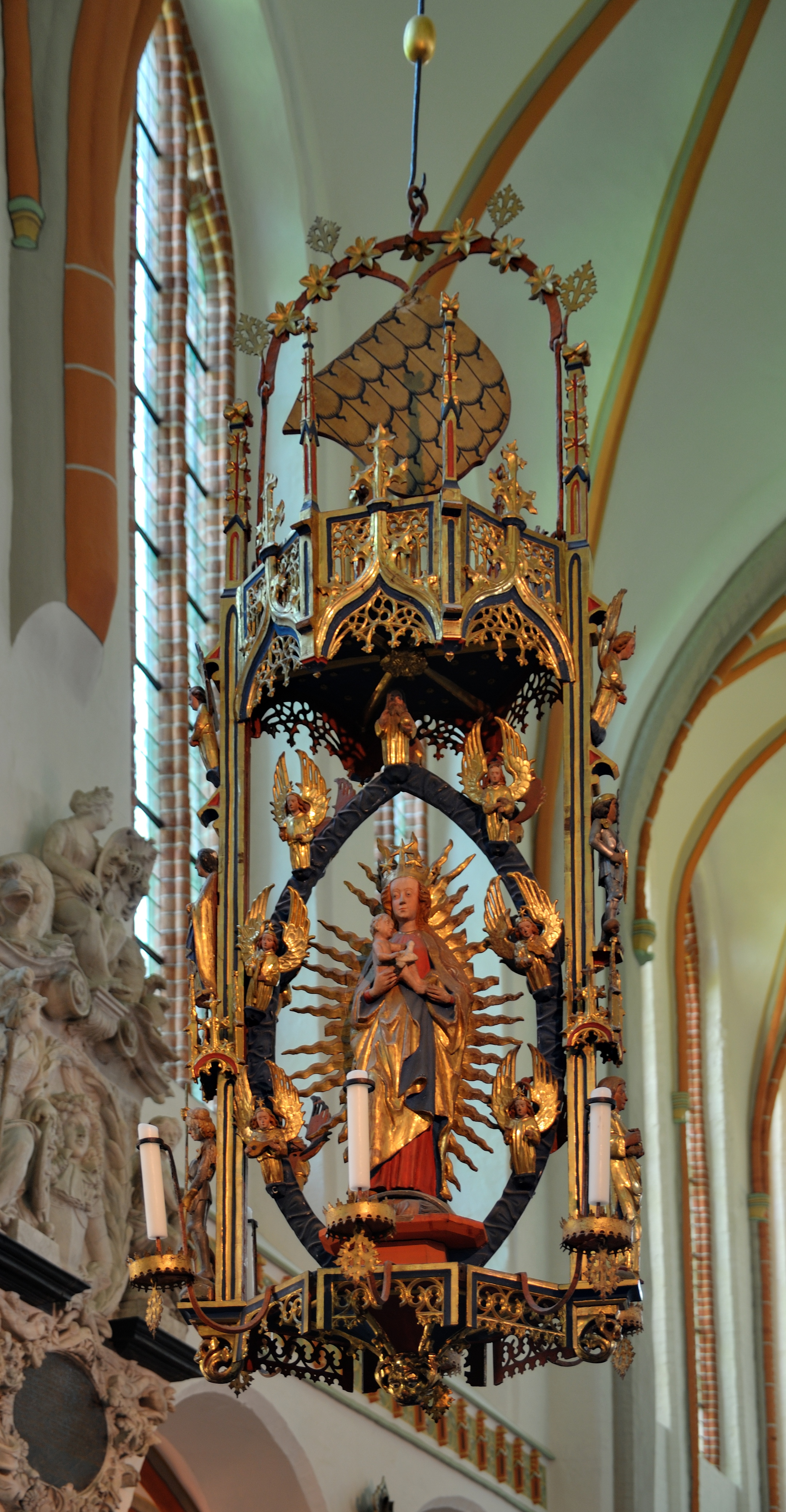
Il Lampadario dell madonna, fine XV secolo
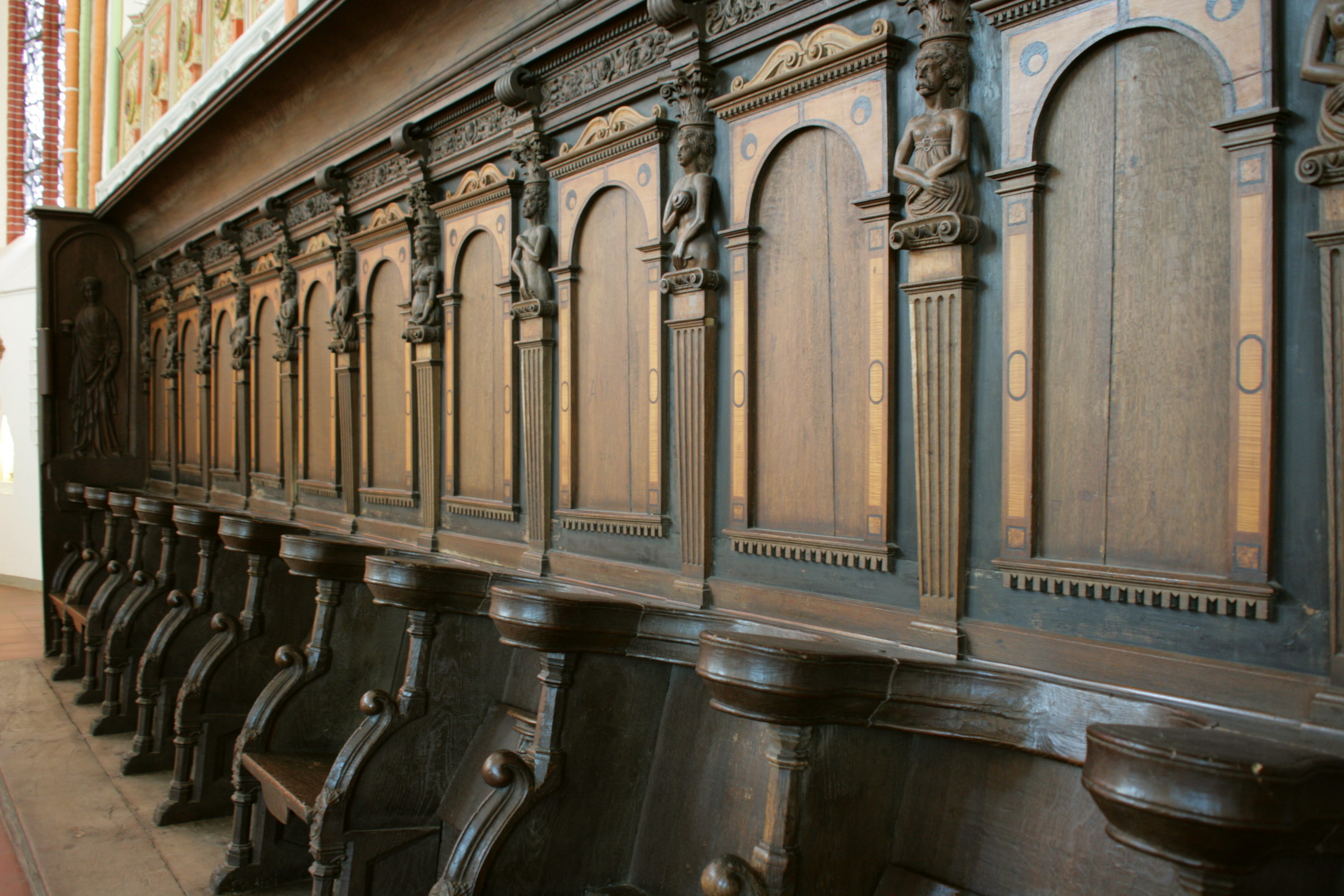
Gli stalli del coro
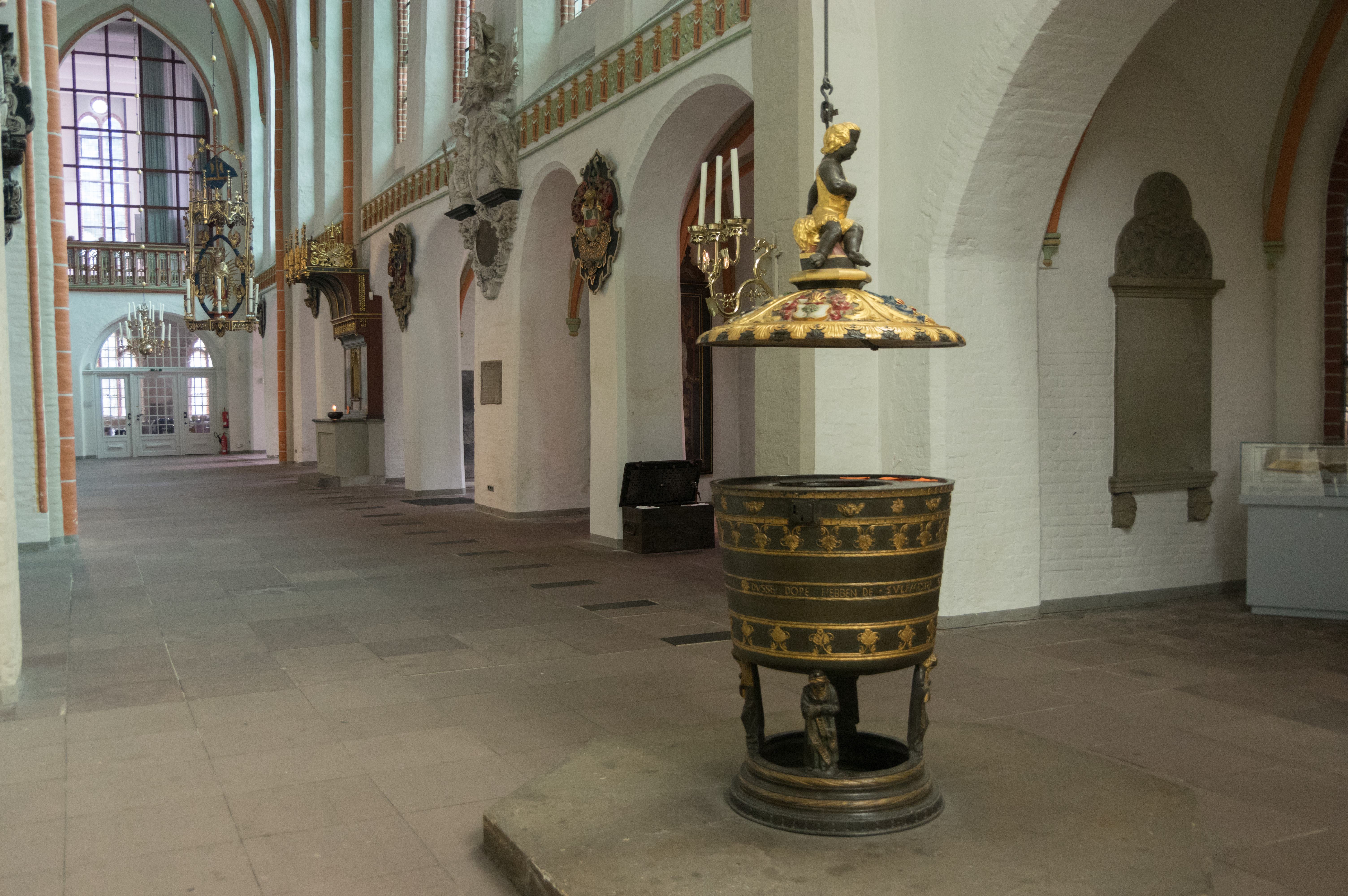
Il fonte battesimale
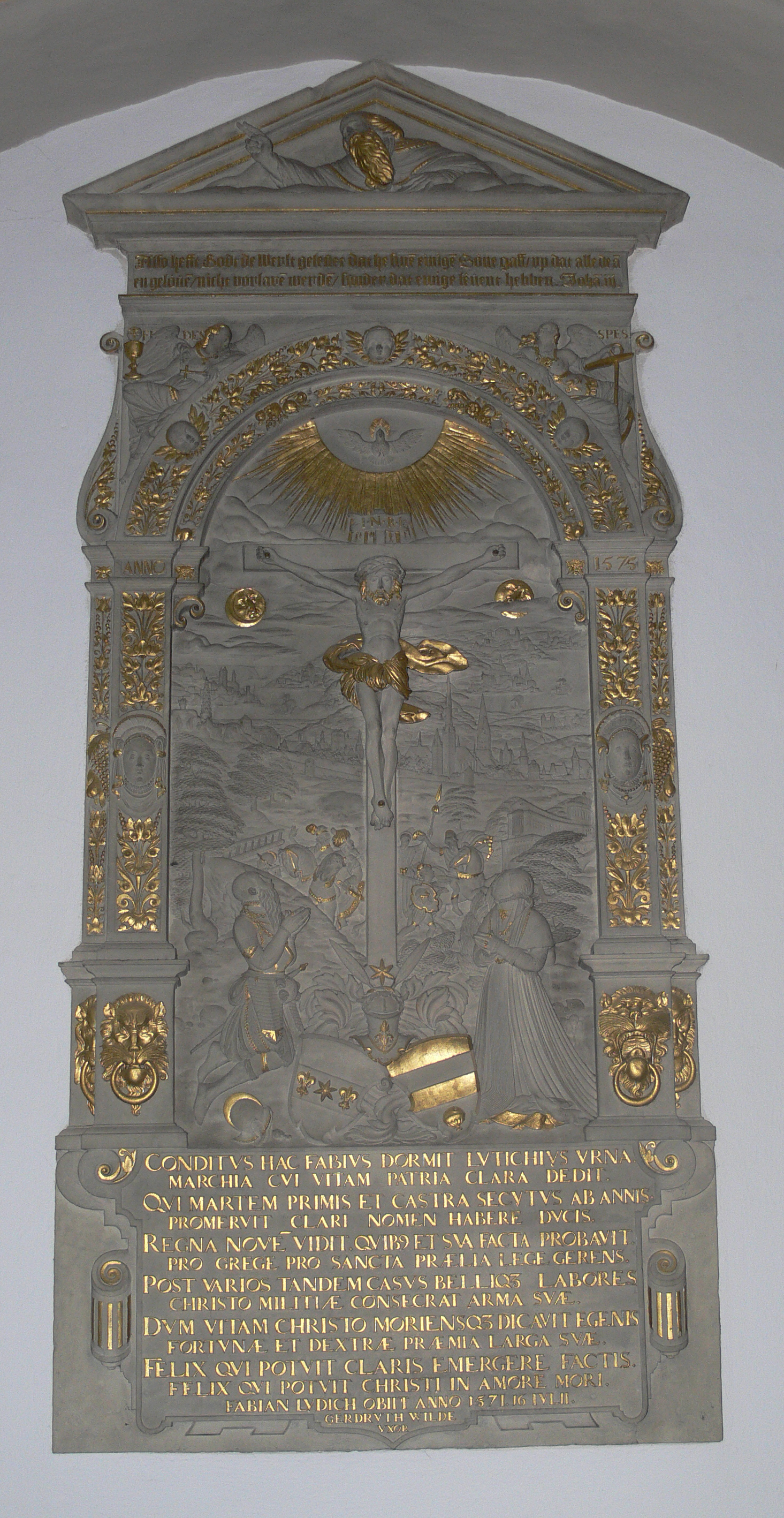
Epitaffio di Fabian Ludich, 1571, Albert von Soest